# Bobigny
Bobigny es un municipio (commune) francés, situado en el departamento de Sena-Saint Denis y en la región de Isla de Francia. Sus habitantes se llaman, en francés, Balbyniens.
Antiguamente la ortografía del nombre era Baubigny.

## Geografía

Localización de Bobigny en la Petite Couronne.

La ciudad forma parte del área metropolitana de París. Se sitúa junto al canal del Ourcq. El municipio está unido a París físicamente y por numerosos sistemas de comunicación: línea 5 del metro de París, diversas líneas de autobuses urbanos, autovías A3 (radial) y A86 (circular). Bobigny es una las poblaciones ejemplo de la banlieue de París.

## Demografía
| 260 | 257 | 278 | 231 | 351 | 333 | 353 | 370 | 363 | 561 | 910 | 889 | 972 | 1 173 | 1 335 | 1 540 | 1 678 | 1 946 | 2 438 | 3 660 | 6 757 | 11 412 | 17 370 | 17 676 | 16 547 | 18 521 | 37 010 | 39 453 | 43 125 | 42 723 | 44 659 | 44 079 | 48 196 |
| Para los censos de 1962 a 1999 la población legal corresponde a la población sin duplicidades (Fuente: INSEE [Consultar]) |     |     |     |     |     |     |     |     |     |     |     |     |       |       |       |       |       |       |       |       |        |        |        |        |        |        |        |        |        |        |        |        |

## Administración y política
En el referendo sobre la Constitución Europea ganó el no con un 72,17% de los votos.
Algunos resultados electorales recientes (primeras vueltas del sistema francés):
| Extrema izquierda | Dos listas de izquierda (socialistas, comunistas y otros) | Ecologistas | Dos listas de la derecha tradicional | Frente Nacional | Extrema derecha |
| ----------------- | --------------------------------------------------------- | ----------- | ------------------------------------ | --------------- | --------------- |
| 6,3%              | 54,3%                                                     | 1,8%        | 20,5%                                | 15,7%           | 1,4%            |

Desde los años 20 del pasado siglo, Bobigny ha sido un feudo comunista.

## Economía
Según el censo de 1999, la distribución de la población activa por sectores era:
| Agricultura | Industria | Construcción | Servicios |
| ----------- | --------- | ------------ | --------- |
| 0,2%        | 12,4%     | 7,0%         | 80,4%     |

## Historia

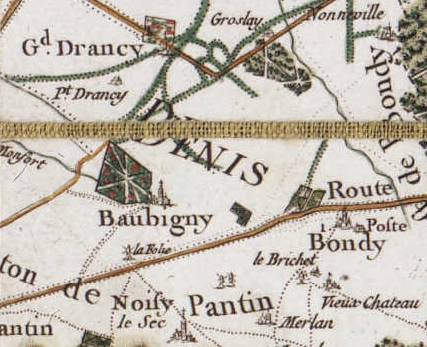
Mapa de Cassini, hacia 1780.

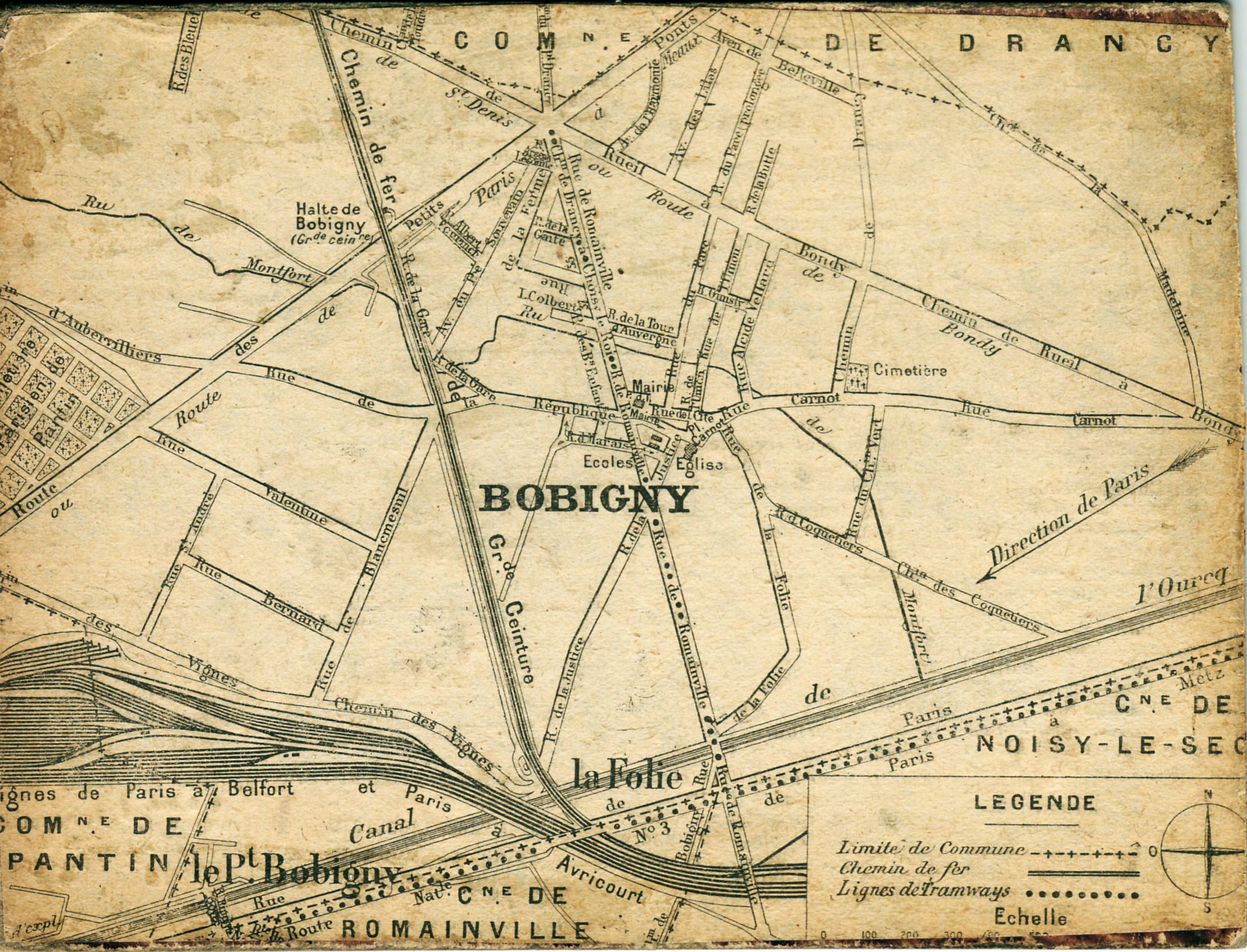
Bobigny a inicios del.

Bobigny recibió su nombre de Balbinius, un antiguo general romano que construyó una villa en el bosque de Bondy. El nombre evolucionó a Balbiniacum y más tarde a Baubigny y Bobigny.
De la presencia humana en este lugar desde la época gala dan fe los descubrimientos del yacimiento arqueológico de la Vache à l'Aise. Se ha encontrado una estatua gala del siglo IV a. C.
En la Edad Media, el territorio pertenecía en parte a los señores de Livry y a la abadía de Saint-Denis. La población se componía de un castillo, una iglesia y de algunas modestas viviendas campesinas.
Varias grandes familias nobles se sucedieron en el curso de los siglos: los Perdriel en los siglos XVI y XVII, los Jacquier de Vieumaison en el XVIII, poseedores de un castillo.
En 1789, Bobigny es un pequeño municipio de 200 almas, dedicado esencialmente al cultivo cerealista.
En 1870, durante el sitio de París, la comuna es totalmente destruida. La población se refugia en París, mientras que los prusianos invaden las ruinas de la aldea. 

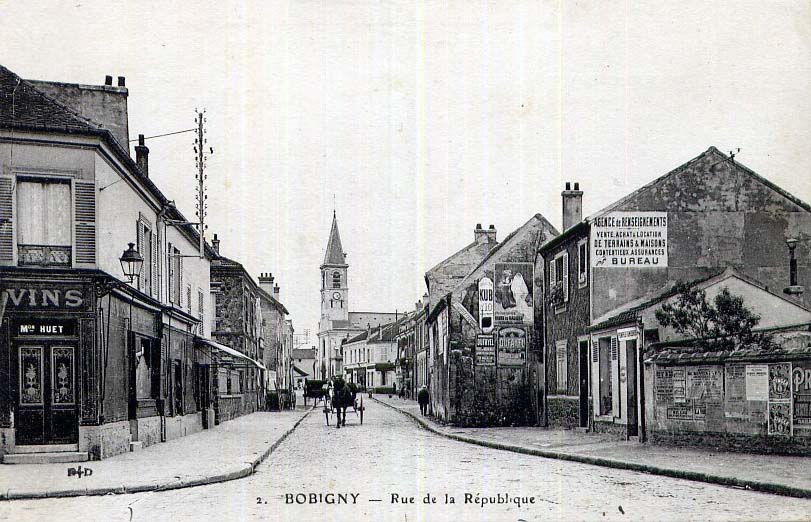
Rue de la République, hacia 1900.

La llegada del ferrocarril, a finales del siglo XIX, aporta un nuevo empuje al municipio ; de aldea campesina pasa a ciudad obrera con la instalación de empresas que atraen a mucha mano de obra. La falta de viviendas promueve la construcción de edificios.
Bobigny es un feudo del Partido Comunista, que ostenta la alcaldía desde 1920. Entre 2014-2020 fue elegido un alcalde de centro derecha. 
En 1933, Bobigny se hace famosa por la alta torre de las imprentas del periódico L'Illustration, instaladas en medio de los campos de cultivo. La villa era aún una de las pocas de la época que tenía un cierto carácter campesino.

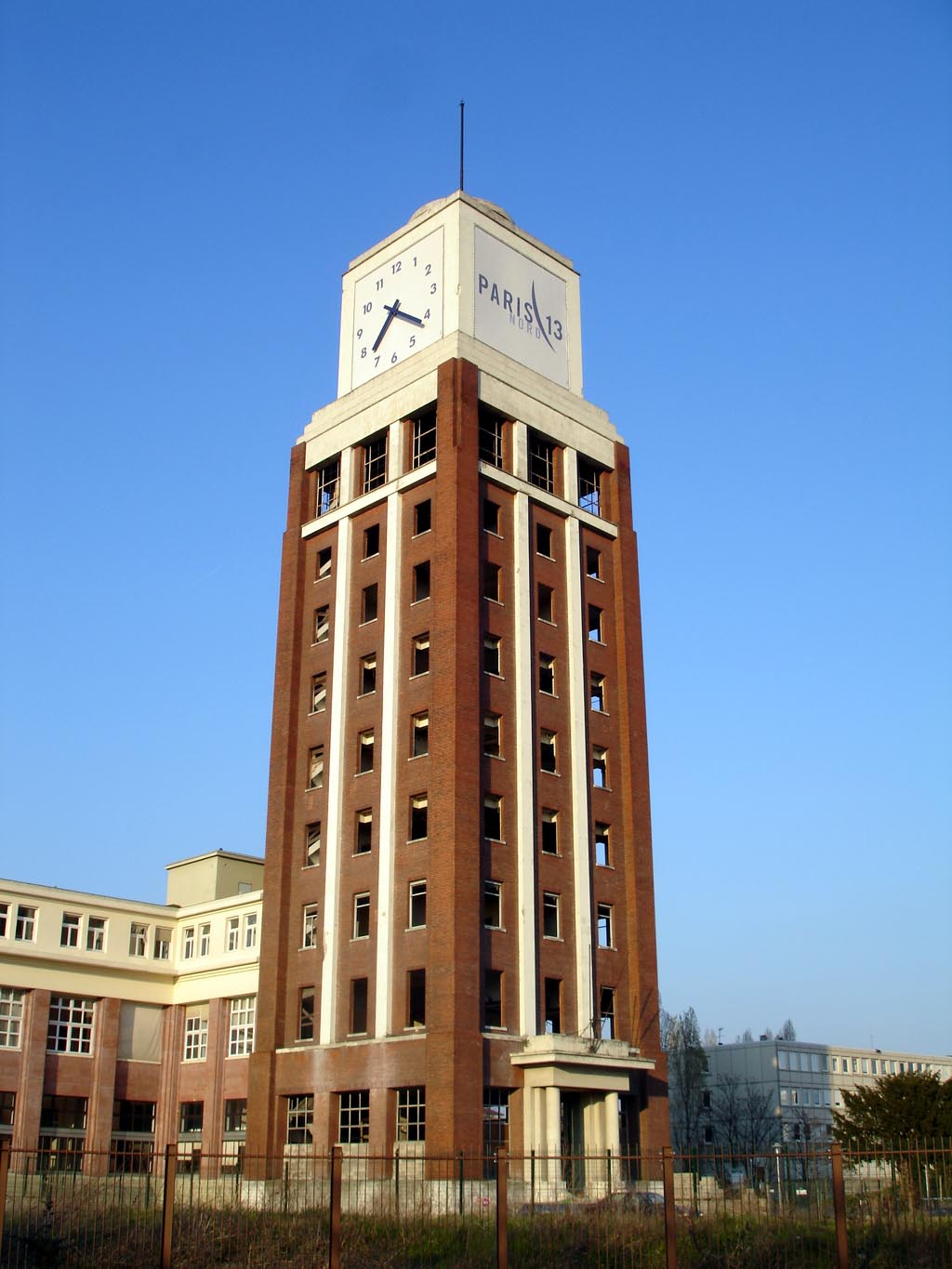
Torre de l'Illustration.

El 22 de marzo de 1935 se inauguró el Hospital Franco-Musulmán (actualmente Hospital Avicenne), así como el cementerio musulmán, dedicados ambos al servicio de la comunidad musulmana que permaneció en Francia tras la Primera Guerra Mundial.
Durante la Segunda Guerra Mundial, 15.000 judíos partieron de la estación de Bobigny hacia el campo de Auschwitz. El lugar sería posteriormente un memorial a este hecho.
Entre 1954 y 1964, la población de Bobigny se duplica, pasando de 18 500 a 37 000 habitantes. Este aumento rápido obliga a la puesta en práctica de un vasto programa de construcción de equipamientos y de viviendas sociales. Fue en una de estas viviendas sociales donde, en 1959, Albert Uderzo y René Goscinny concibieron Astérix.
El Año Nuevo de 1968, Bobigny pasó a ser la capital del nuevo departamento de Sena-San Denis. El edificio de la prefectura fue construido en 1971.

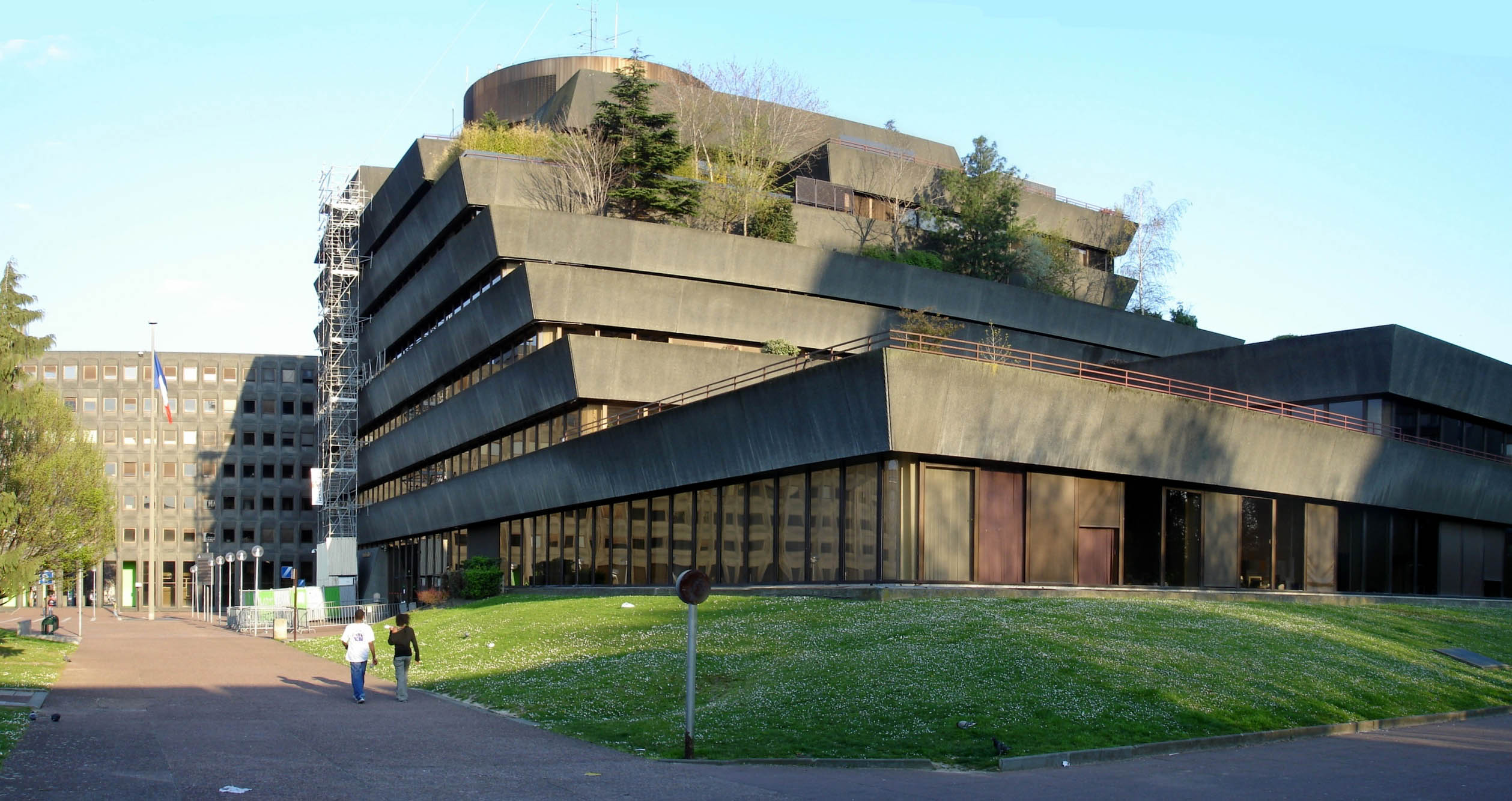
Prefectura de Sena-San Denis, obra de Michel Folliasson.

En octubre y noviembre de 1972 tuvo lugar el llamado proceso de Bobigny, donde se juzgaba a una menor que había abortado tras haber sido violada ; proceso que supuso un hito en el movimiento de despenalización del aborto.
Jacques Brel falleció en Bobigny el 9 de octubre de 1978.
El metro llegó a Bobigny en 1985, el tranvía el 6 de julio de 1992 y la autopista francesa A86 se inauguró en 1998 por Jean-Claude Gayssot, antiguo diputado por Bobigny y en aquel momento ministro de Equipamiento, Transporte y Vivienda.

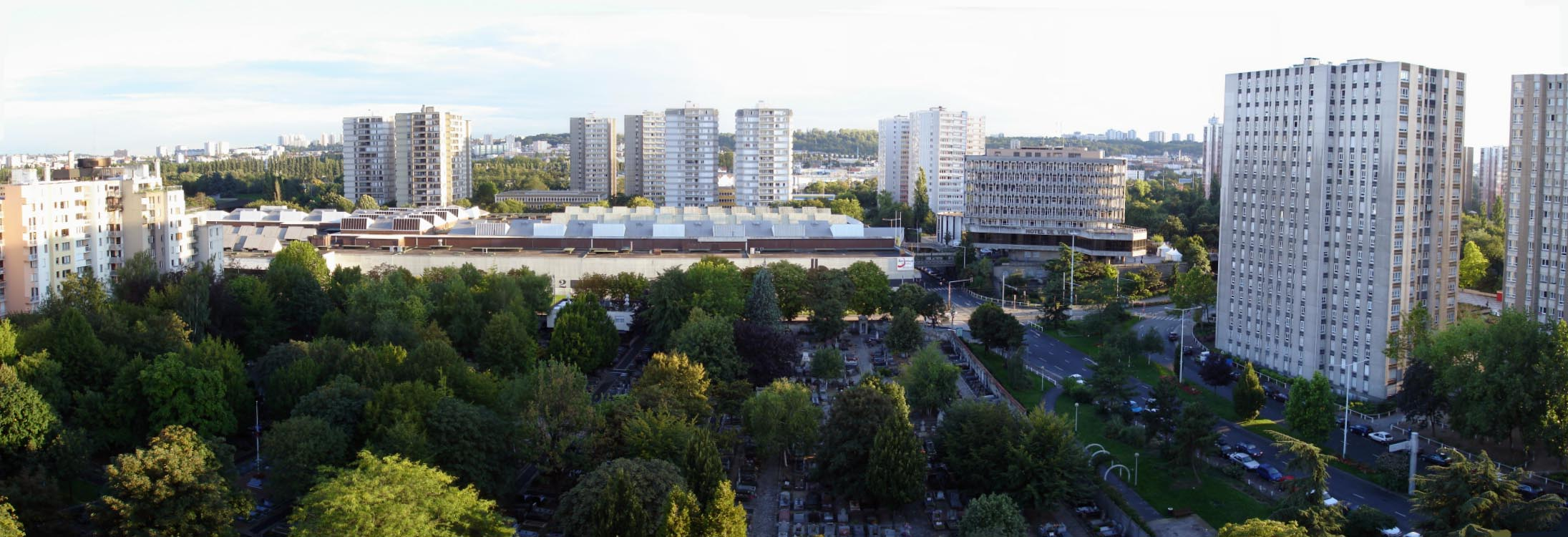
Panorámica del centro de Bobigny.

## Hermanamientos
- Potsdam (Alemania)
- Serpujov (Rusia)